# Quarantana
Quarantana, også kendt som Fristelsesbjerget, er et bjerg på Vestbredden, lidt nordvest for Jeriko.
Navnet skulle angiveligt komme fra at Jesus skulle have opholdt sig i en af eneboerhulerne under sin 40 dages faste. Her skulle han være blevet fristet af Djævelen. Det vides dog ikke, om det er dette bjerg der hentydes til - men under alle omstændigheder har navnet været kendt sine korstogsriddernes tid. I dag ligger der et græsk kloster oppe på bjerget,[kilde mangler] men tidligere har hulerne i bjerget været beboet af kristne munke.